# São Paulo de Olivença
São Paulo de Olivença es un municipio brasileño del interior del estado del Amazonas, Región Norte del país. Perteneciente a la Mesorregión del Suroeste Amazonense y Microrregión del Alto Solimões, se sitúa al suroeste de la capital del estado, Manaus, a una distancia de 1 235 kilómetros. Ocupa una área de 19.745,808 km², representando 1.2571 % del estado del Amazonas, 0.5124 % de la Región Norte y 0.2324 % de todo el territorio brasileño. De ese total 2,6279 km² están en perímetro urbano. Su población estimada por el Instituto Brasileño de Geografía y Estadística (IBGE) en 2016 era de 37 300 habitantes, siendo así el tercer municipio más poblado de su microrregión y el décimo séptimo más poblado del Amazonas.

## Geografía
São Paulo de Olivença (se pronuncia AFI: [sɐ̃w̃ ˈpawlu de θlivɘ̃ça]: [sɐ̃w̃ ˈpawlu de θlivɘ̃ça] está localizado en la Región del Alto Solimões, próximo a las ciudades de Tabatinga, Benjamin Constant, Atalaia del Norte, Jutaí, Amaturá y Santo Antônio del Içá. Según datos del censo de 2010 su población es de 31.426 habitantes. Sus distritos más importantes son: Campo Alegre, Santa Rita del Weil y Vendaval.

## Demografía
| Población total  | 31.426 |
| Población Urbana | 14.267 |
| Población Rural  | 17.159 |

obs: Datos referentes al censo de 2010.

## Carnaval
El Carnaval en São Paulo de Olivença es muy alegre, niños, adolescentes, jóvenes y ancianos salen las calles para saltar y bailar mucho en bloques carnavalescos, hay disputa entre barrios paulivenses, algunos barrios presentan su bloque y en el final, el animador revela el ganador.

## Habitación
| Agua Encanada       | 10,3 |
| Energía Eléctrica   | 58,3 |
| Recolecta de basura | 0,2  |

obs: datos de 2000

## Vulnerabilidad
| % indígenas                                                       | 0,2  |
| % de mujeres de 15 a diecisiete años con hijos                    | 8,2  |
| % de niños en familias con renta inferior a 1/2 salario mínimo    | 87,8 |
| % de madres jefes de familia, sin cônjuge, con hijos más pequeños | 7,4  |

obs: datos de 2000

## Ayuntamiento
- Alcalde: Paulo de Olivo Mafra.

## Barrios
Estos son algunos barrios que se localizan en la sede del municipio:
- Barrio de Campinas
- Barrio de Santa Terezinha
- Barrio Colonia Son Sebastião
- Barrio Unión
- Barrio Benjamin Constant
- Barrio Nuestro Señor del Bonfim
- Barrio Son João
- Barrio José Carlos Mestrinho (Barrio Nuevo)
- Barrio Unión

Además de estos barrios, en la sede, el municipio posee 73 distritos.

## Puntos turísticos
- Balneário Ajaratuba
- Balneário Son Francisco
- Río Solimões
- Plaza São Paulo
- Iglesia Co-Catedral de São Paulo Apóstolo
- Campo del Cerquinha
- Floresta Amazónica

## Aeropuerto
- Aeropuerto Senadora Eunice Micheles

## Enlaces
- São Paulo de Olivença no WikiMapia
- São Paulo de Olivença - Biblioteca Virtual do Amazonas

- Datos: Q1794983
- Multimedia: São Paulo de Olivença / Q1794983